# Demente criminal
Demente criminal (estilizado en su doble lectura como DeMente criminal; título en Venezuela: Demente, en inglés: Criminal Mastermind)— es una serie de televisión estadounidense realizada por Venevisión International Productions y distribuida por Cisneros Media Distribution para Univision en el año 2014. Basada en el best-seller Sangre en el Diván, de la renombrada periodista venezolana Ibéyise Pacheco, en uno de los casos reales más impactantes de los últimos tiempos cobra vida en esta nueva teleserie. Fue escrita por los libretistas venezolanos Rosa Clemente y Raúl Prieto y los colombianos Daniel Yépes y Andrés Spinova.
Es grabada totalmente en Miami, Estados Unidos. Las grabaciones iniciaron 17 de enero de 2014 y finalizaron 25 de julio de 2014. La telenovela fue estrenada el 1 de abril de 2015 en Puerto Rico por Univisión PR, y en Venezuela el 16 de junio de 2015.

## Sinopsis
Cuenta la escalofriante historia de cómo un distinguido psiquiatra fue expuesto ante la ley por ser un monstruo abusivo y un asesino a sangre fría 
El Dr. Raimundo Acosta, un psiquiatra que goza de alta estima entre sus colegas tiene a Hortencia Openhaimer 
( Martha  Picanes ) Gerardo  Pizon  un policía corrupto y criminal  ) Roberto  San  Maritin  y a Ariel Supuldera 
un doctor que abusa de su paciente ( Gilberto Reyes ) Raimundo es perseguido por los policías  Gabriela y Julio 
dos políticas honesto pero un día ocurre una tragedia y Raimundo asesina a la policía Gabriela

## Reparto
- Sebastián Ligarde - Raimundo Acosta Sandoval
- Lorena Rojas - Verónica García
- María Fernanda Yépez - Gabriela Fons
- Marcela Mar - Laura Montesinos
- Thamara Aguilar - Alicia Celaya García
- Gabriel Valenzuela - Julio Villalobos
- Carlos Mata - Omar Zamora
- Pedro Telémaco - Eduardo Ruíz
- Isabella Santodomingo - Consuelo Busquest de Morand
- Rolando Tarajano - Ezequiel Posada
- Martha Picanes - Hortensia Openhaimer
- Kevin Aponte - Juan Pedro Acosta Olseen
- Natasha Domínguez - Marcela Celaya García
- Carolina Ayala - Marisol Villalobos
- Roberto San Martín - Gerardo Pinzón
- Alberto Mateo - Agustín Prieto
- Deive Garcés - René Pacheco
- Ana Lorena Sánchez- Carla Luciano
- Lance Dos Ramos - Anthony De Castro
- Andrea Núñez - Diana Vásquez
- Ana Osorio - Samantha Velázquez
- Teresa Maria Rojas - Osiris Sandoval
- Beatriz Valdés - Andrea Echetto
- Crisol Carabal - Salomé de Yépez
- Eduardo Serrano - Andrew Yépez
- Gilda Haddock - Henrika Olseen
- Javier Valcárcel - Braulio Clemente
- Mauricio Rentería - Joseph
- Chaz Mena - Larsson
- Sol Rodríguez - Fernanda Sánchez
- Joemy Blanco - Sofía Sánchez
- Plutarco Haza - Camilo Celaya
- Gisela Iribas - Paloma Miranda "Miss Texas"
- Zully Montero - Josefina Martínez
- Marialejandra Martín - Helena González
- Paulina Gálvez- Soledad
- Andy Pérez - Ignacio
- Luke Grande - Sarampión
- Fernando Carrera - Raúl Morand
- Ernesto Faxas - Lucas Santino (Alcalde)